# Antoni Kobielusz
Antoni Kobielusz (ur. 22 czerwca 1947 w Wiechowicach) – polski polityk, poseł na Sejm II, III i IV kadencji.

## Życiorys
W 1971 ukończył studia na Wydziale Matematyczno-Fizyczno-Chemicznym Uniwersytetu Śląskiego. W 1990 uzyskał stopień doktora na Akademii Nauk Społecznych (działającej przy Komitecie Centralnym PZPR) w Warszawie. Przed 1990 należał do Polskiej Zjednoczonej Partii Robotniczej. Na początku lat 90. prowadził prywatne przedsiębiorstwo.
W latach 1993–2005 sprawował mandat posła na Sejm II, III i IV kadencji, wybranego w okręgach bielskich nr 5 i nr 27 z ramienia Sojuszu Lewicy Demokratycznej. Pełnił też funkcję radnego sejmiku śląskiego I kadencji.
W 2002 kandydował na prezydenta Bielska-Białej, przegrał jednak w drugiej turze z Jackiem Krywultem. W 2004 przeszedł z SLD do SdPl, z której list kandydował bezskutecznie w wyborach parlamentarnych w 2005, po których przeprowadził się do województwa pomorskiego. Zasiadł we władzach wojewódzkich SdPl w Gdańsku.